# Frank Miller (auteur, 1898-1949)
Pour les articles homonymes, voir Frank Miller (homonymie) et Miller.
Frank Miller (1898-1949) est un auteur de bande dessinée américain, surtout connu pour son comic strip d'aviation réaliste Barney Baxter, publié par King Features Syndicate à partir de 1936 et qu'il a réalisé jusqu'à son engagement dans la Seconde Guerre mondiale, puis de 1948 à sa mort.